# Hooker's Journal of Botany and Kew Garden Miscellany
Hooker's Journal of Botany and Kew Garden Miscellany, (abreujat Hooker's J. Bot. Kew Gard. Misc.), és una sèrie de nou volums amb il·lustracions i descripcions botàniques que va ser escrit per William Jackson Hooker i publicat en els anys 1849-1857. Va estar precedit per London Journal of Botany.